# Phalacronotus bleekeri
Phalacronotus bleekeri är en fiskart som först beskrevs av Günther, 1864.  Phalacronotus bleekeri ingår i släktet Phalacronotus och familjen malfiskar. IUCN kategoriserar arten globalt som livskraftig. Inga underarter finns listade i Catalogue of Life.